# ابن معمر الهواري
ابن معمّر الهواري الطرابلسي (609 هـ - 683 هـ  / 1213 م - 1284 م) هو فقيه إسلامي.

## نسبه
هو الفقيه أبو علي الحسن بن موسى بن معمر الهواري الطرابلسي من أعلام القرن السابع الهجري.

## تعليمه
بدأ تعليمه في الكتاتيب في طرابلس فتعلم القرآن الكريم و الكتابة و مبادئ العلوم و منها اتجه إلى مدينة المهدية في تونس ليتعلم على يد الشيخ الفقيه ( أبي زكريا البرقي ) و لازمه في أغلب محطات حياته بما في ذلك فتنة أبي الحمراء

## حياته
ولد بطرابلس و انتقل منها إلى المهدية و تتلمذ فيها على يد أبي زكريا البرقي و لازمه مدة طويلة من الزمن ثم كانت فتنة أبي الحمراء التي سجن في البرقي و من ثم أطلق سراحه لينتقل بعدها ابن معمّر ليخطو خطوات حياته بعيدا عن معلمه فيتولى القضاء بباجة و خزانة الكتب فقام بتنظيمها و ترتيبها و كانت حينها تحتوي على قرابة 30 ألف مجلد و لكن انقلب عليه الخليفة المستنصر فقام بنفيه إلى المهدية و كان ذلك ( يوم السبت 18 ذي القعدة 667 هـ الموافق 1286 م )و ظل في منفاه هذا عاما كاملا حتى عطف عليه الخليفة المستنصر و أمر بالإفراج عنه في ( أيام الأضحى من سنة 668 هـ 1286 م ) عينه الخليفة الواثق مرة أخرى على خزانة الكتب و لكن سرعان ما تغير عليه رئيس الدولة ( أبو الحسن بن أبي مروان ) بسبب بعض أحكامه في القضايا و أمر بشد وثاقه في دار الأشراف 

## المراكز التي تولاها
- ولي القضاء بباجة في عهد الخليفة المستنصر
- ولي خطة العلامة الكبرى و خزانة الكتب في عهد الخليفة المستنصر
- ولي خزانة الكتب للمرة الثانية لكن هذه المرة في عهد الخليفة الواثق